# McCord Bend
McCord Bend és una població dels Estats Units a l'estat de Missouri. Segons el cens del 2000 tenia 292 habitants.

## Demografia
Segons el cens del 2000, McCord Bend tenia 292 habitants, 115 habitatges, i 84 famílies. La densitat de població era de 402,6 habitants per km².
Dels 115 habitatges en un 27% hi vivien nens de menys de 18 anys, en un 57,4% hi vivien parelles casades, en un 13,9% dones solteres, i en un 26,1% no eren unitats familiars. En el 21,7% dels habitatges hi vivien persones soles l'11,3% de les quals corresponia a persones de 65 anys o més que vivien soles. El nombre mitjà de persones vivint en cada habitatge era de 2,54 i el nombre mitjà de persones que vivien en cada família era de 2,94.
Per edats la població es repartia de la següent manera: un 24,7% tenia menys de 18 anys, un 7,2% entre 18 i 24, un 24,3% entre 25 i 44, un 26,4% de 45 a 60 i un 17,5% 65 anys o més.
L'edat mediana era de 40 anys. Per cada 100 dones de 18 o més anys hi havia 93 homes.
La renda mediana per habitatge era de 27.143 $ i la renda mediana per família de 28.750 $. Els homes tenien una renda mediana de 25.625 $ mentre que les dones 17.500 $. La renda per capita de la població era d'11.703 $. Entorn del 24,7% de les famílies i el 25,5% de la població estaven per davall del llindar de pobresa.

## Poblacions més properes
El següent diagrama mostra les poblacions més properes.